# Chiesa di San Bartolomeo Apostolo (Tremosine sul Garda)
La chiesa di San Bartolomeo Apostolo è la parrocchiale di Vesio, frazione di Tremosine sul Garda in provincia di Brescia. Fa parte della zona pastorale dell'Alto Garda della diocesi di Brescia e risale al XV secolo.

## Storia

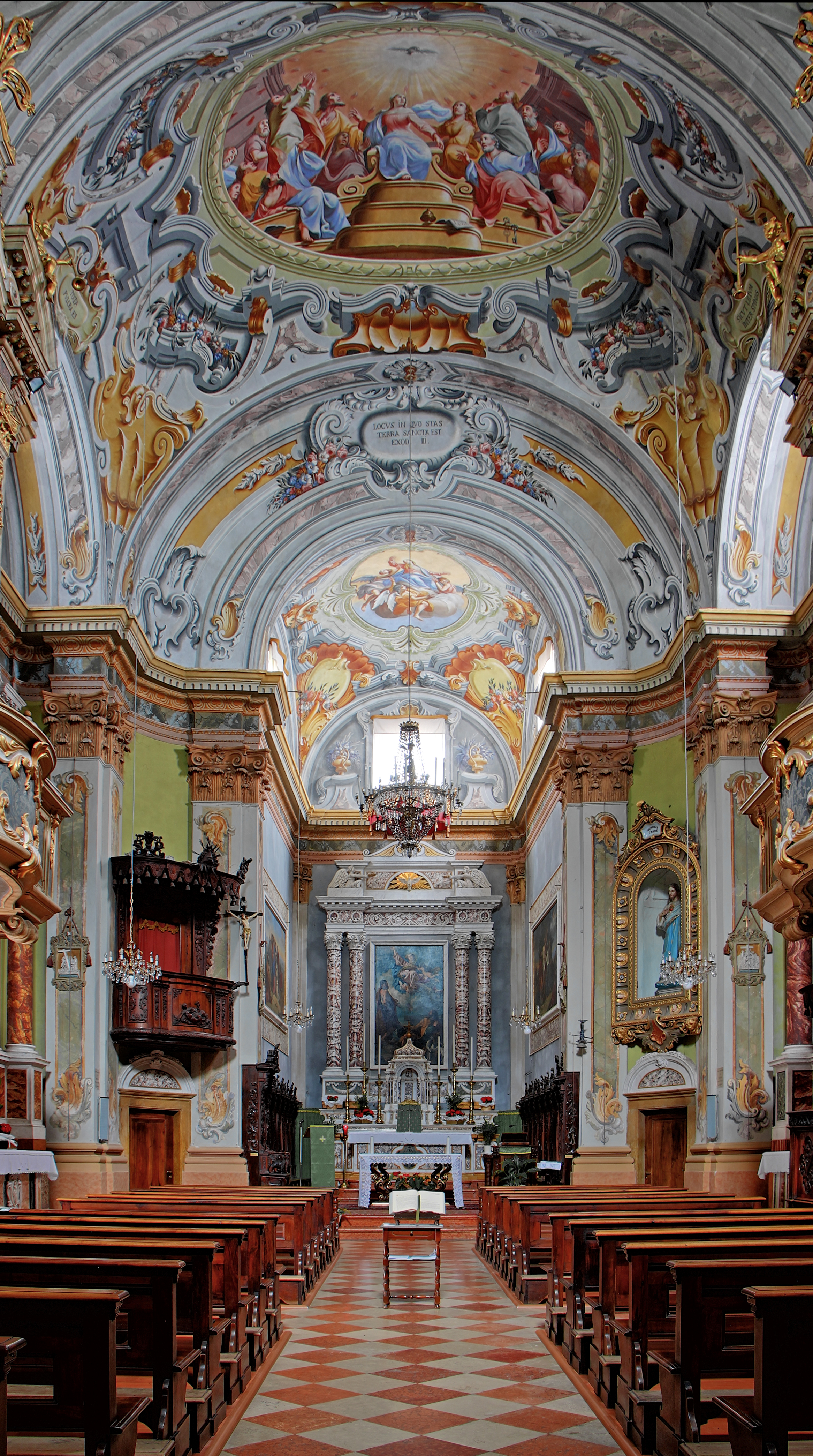
Interno della chiesa di San Bartolomeo.

A Vesio il primo edificio religioso fu una piccola cappella che sorgeva nelle vicinanza di un lazzaretto e solo nel XVII secolo venne costruita una chiesa di maggiori dimensioni quindi più adatta alle necessità dei fedeli. Dopo l'inizio della costruzione del nucleo principale, nel 1649, fu eretta la cappella dedicata al Santo Rosario. La chiesa ebbe la concessione del fonte battesimale e divenne il luogo per la celebrazioni delle funzioni religiose a Vesio, che sino a quel momento ne era sprovvisto.
Le decorazioni della navata, che risalgono alla seconda metà del XVIII secolo, sono opera di Pietro Antonio Bianchi mentre l'altare maggiore è attribuito a Francesco Zuliani.
Venne elevata a dignità di chiesa parrocchiale nel 1750 dopo essere stata a lungo sussidiaria della chiesa di San Giovanni Battista di Tremosine.
Nella seconda metà del secolo, a partire dal 1753, l'antico edificio fu oggetto di una completa ricostruzione su progetti di Pietro Antonio Cometti e Pietro Bianchi poi, una volta ultimate le ricostruzioni nella parte della cantoria, Gaetano Callido costruì l'organo a canne.
Durante il XIX secolo l'edificio venne ristrutturato e, in particolare, venne posata una nuova pavimentazione nella sala. Col nuovo secolo la chiesa venne dotata, nel 1910, di un secondo ingresso sulla facciata settentrionale. Sul finire degli anni ottanta la ditta Mascioni restaurò l'organo settecentesco e, nel 1995, all'esterno della sagrestia venne dipinta l'immagine della Madonna con tre angeli.

## Descrizione

### Esterni
San Bartolomeo si trova su un sito panoramico dell'entroterra gardesano.
La facciata ha un portico retto da colonne alte e sottili. La torre campanaria e la sacrestia sono nella parte posteriore dell'edificio.

### Interni
L'interno è a navata unica con volta a vela, riccamente decorato. L'importante ed elegante organo di Gaetano Callido è posto su un lato della sala. Il presbiterio è leggermente rialzato.
Vi sono conservate opere di interesse artistico come il dipinto raffigurante San Bartolomeo e San Rocco e la pala raffigurante l'Immacolata Concezione sull'altare maggiore.